# Cantón de Sousceyrac
El cantón de Sousceyrac era una división administrativa francesa, que estaba situada en el departamento de Lot y la región de Mediodía-Pirineos.

## Composición
El cantón estaba formado por cinco comunas:
- Calviac
- Comiac
- Lacam-d'Ourcet
- Lamativie
- Sousceyrac

## Supresión del cantón de Sousceyrac
En aplicación del Decreto n.º 2014-154 de 13 de febrero de 2014, el cantón de Sousceyrac fue suprimido el 22 de marzo de 2015 y sus 5 comunas pasaron a formar parte del nuevo cantón de Cère y Segala.